# Задние Карыки
За́дние Ка́рыки (чув. Кайри Карӑк) — деревня в Красноармейском муниципальном округе Чувашской Республики России.

## География
Находится в северной части Чувашии, на расстоянии приблизительно 1 км на северо-запад по прямой от районного центра села Красноармейское на левобережье реки Большая Шатьма.

## История
Известна с 1859 года, когда здесь было 25 дворов и 138 жителей. В 1906 году было учтено 48 дворов и 206 жителей, в 1926 — 53 двора и 217 жителей, в 1939—394 жителя, в 1979—210. В 2002 году было 54 двора, в 2010 — 42 домохозяйства. В 1930 году был образован колхоз «Калинин», в 2010 году действовало ООО «Колос». До 2021 года входила в состав Красноармейского сельского поселения до его упразднения.

## Население
Постоянное население составляло 112 человек (чуваши 100 %) в 2002 году, 89 в 2010.